# Попільнянська волость
Попільнянська волость — історична адміністративно-територіальна одиниця Сквирського повіту Київської губернії з центром у селі Попільня.
Станом на 1886 рік складалася з 6 поселень, 5 сільських громад. Населення — 4176 осіб (2075 чоловічої статі та 2101 — жіночої), 494 дворових господарства.
|                     | Площа, десятин | У тому числі орної, дес. |
| ------------------- | -------------- | ------------------------ |
| Сільських громад    | 3889           | 3395                     |
| Приватної власності | 4150           | 2577                     |
| Іншої власності     | 325            | 176                      |
| Загалом             | 8364           | 6148                     |

Поселення волості:
- Попільня — колишнє власницьке село при річці Лозинка за 30 верст від повітового міста, 998 осіб, 114 дворів, православна церква, школа, 2 постоялих будинки, 3 лавки. За 2 версти — залізнична станція з постоялим будинком і лавкою.
- Великі Лісівці — колишнє власницьке село при річці Унава, 782 особи, 104 двори, православна церква, школа, постоялий будинок, лавка.
- Кам'янка — колишнє власницьке село при річці Кам'янка, 589 особи, 90 дворів, православна церква, школа, постоялий будинок.
- Кійловка — колишнє власницьке село при річці Унава, 1118 осіб, 140 дворів, православна церква, школа, постоялий будинок, лавка, водяний млин.
- Лозівка — колишнє власницьке село при річках Лозинка та Унава, 373 особи, 52 двори, 2 постоялих будинки, 2 водяних млини, винокурний завод.

Старшинами волості були:
- 1909—1912 роках — Андрій Васильович Семенюк[2],[3],[4];
- 1913—1915 роках — Іван Онисимович Гончарук[5],[6].